# ورزشگاه گلورا سریویجایا
ورزشگاه گلورا سریویجایا (انگلیسی: Gelora Sriwijaya Stadium) یک ورزشگاه چند منظوره در شهر پالم‌بانگ، اندونزی است.
این ورزشگاه که در سال ۲۰۰۴ تأسیس شده دارای ۳۶٬۰۰۰ نفر ظرفیت می‌باشد و میزبان جام ملت‌های آسیا ۲۰۰۷ بوده‌است.